# Anders Hagfeldt
Anders Hagfeldt, född 16 februari 1964, är en svensk kemist och forskare inom solcellsteknik. Han har varit verksam som professor i fysikalisk kemi vid Uppsala universitet samt vid École Polytechnique Fédérale de Lausanne i Schweiz och är från 2021 rektor för Uppsala universitet.
Han är även med i bandet Fat Cotton.
Hagfeldt disputerade 1993 på en avhandling med titeln "Microporous and polycrystalline semiconductor electrodes studied by photoelectrochemical methods supported by quantum chemical calculations and photoelectron spectroscopy". Han är specialist på Grätzelceller, en artificiell (biomimetisk) implementation av organiska solceller som efterliknar naturens klorofyll med hjälp av färgämnen applicerade på oxidstrukturer i nanoformat.